# Recul

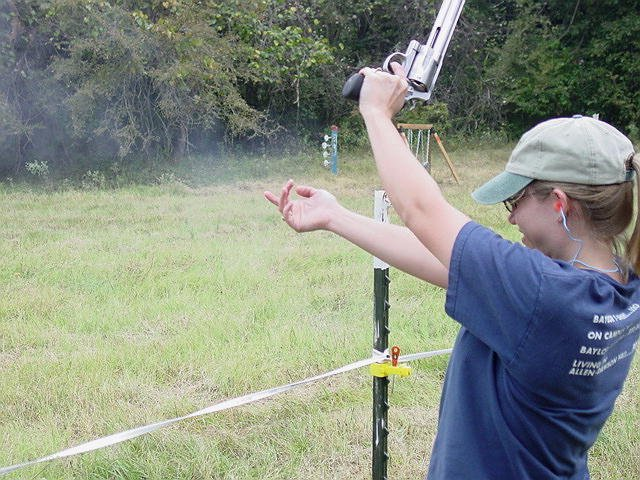
Exemplu de recul cu un pistol Smith & Wesson Model 500.

Reculul este mișcarea efectuată de o armă atunci când un cartuș este tras. Din punct de vedere tehnic, impulsul obținut cu reculul echilibrează exact impulsul proiectiv și gazele de evacuare, conform celei de-a treia legi a lui Newton. În armele de foc mici, impulsul de recul este transferat la sol prin corpul celui care trage; în timp ce în arme mai grele, cum ar fi mitralierele sau tunurile, impulsul de recul este transferat pe sol prin intermediul unui suport.

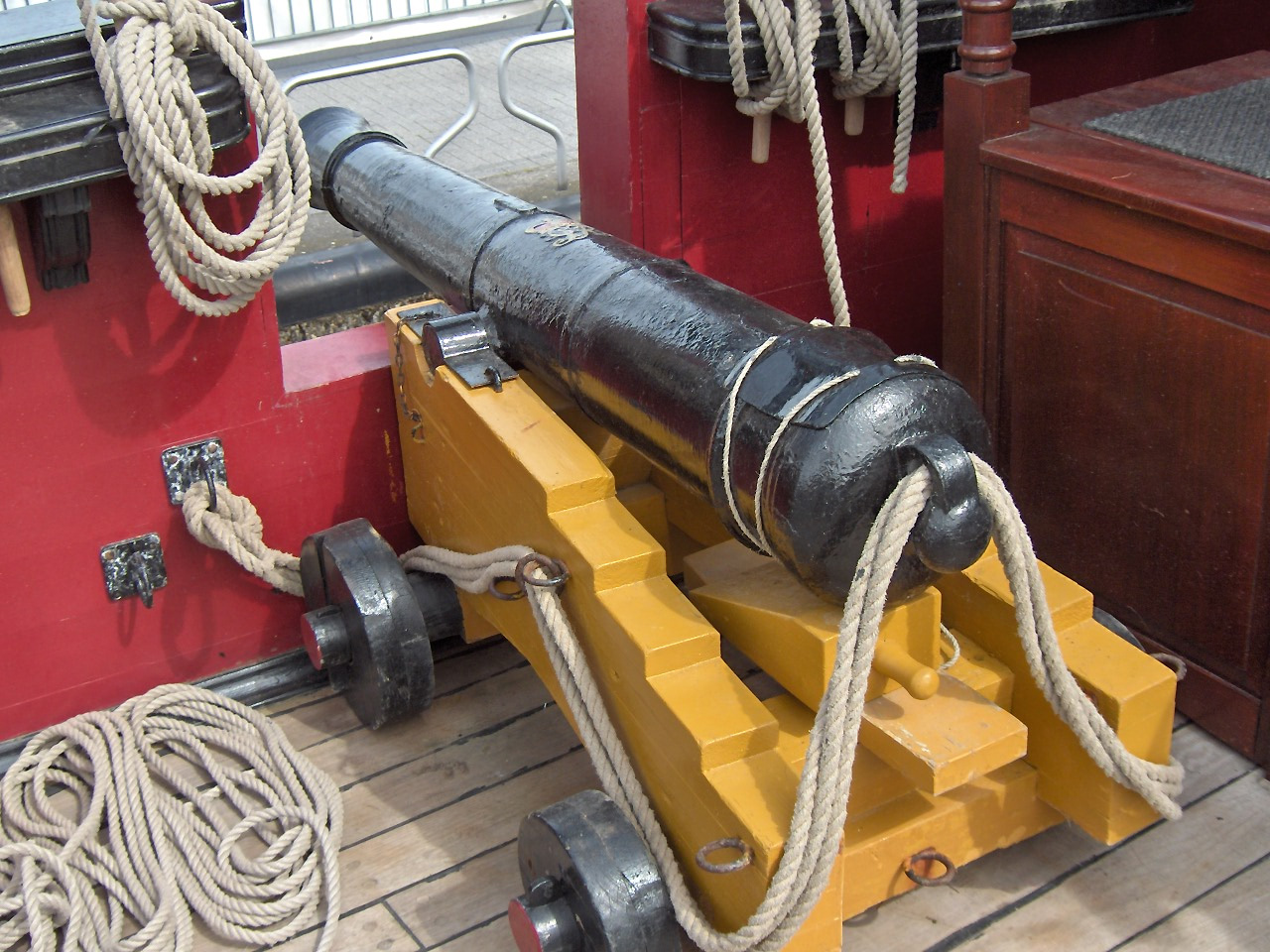
Un tun naval vechi, ținut de niște frânghii puternice, în mod ca să nu se îndepărteze prea mult când vine trasă o ghiulea din cauza reculului.

Pentru a opri arma care se deplasează în sensul opus direcției în care s-a tras, impulsul luat este disipat de o forță de contra-recul care trebuie să acționeze într-o perioadă de timp după ce proiectilul iese din bot. Pentru a aplica această forță de contra-recul, armele de foc moderne sunt dotate de piese care fac tampon reculului, cum ar fi arcuri și mecanisme de anti-recul hidraulice, similare suspensiei de absorbție a șocurilor din autovehicule. Tunurile vechi foloseau sisteme de frânghii împreună cu frecări de rulare și alunecare, pentru a stopa reculul. Presiunea camerei ale armei și forța de accelerare a proiectilului sunt foarte mari, adică zeci de mii de kilograme pe centimetru pătrat și de zeci de mii de ori accelerația gravitației pământului, ambele necesare pentru lansarea proiectilului la o viteză utilă în timpul călătoriei foarte scurte în țeavă. Pe de altă parte, aceleași presiuni care acționează proiectilul acționează și pe fața posterioară a camerei ale armei, accelerând aceasta înapoi în timpul tragerii.
Suporturile pentru arme cu greutăți practice nu sunt suficient de puternice pentru a suporta forțele maxime care accelerează proiectilul, de obicei durata de suportare fiind numai de câteva milisecunde. Pentru a atenua aceste forțe mari de recul, sunt necesare mecanisme de tampon ce să elibereze forța de contra-recul pe o perioadă mai lungă de timp, de obicei de zece sau până la o sută de ori mai lungă, decât durata forțelor de accelerare a proiectilului. Prin urmare forța de contra-recul necesară este proporțional mai mică și mai ușor de absorbit de suportul armei. 
Pe boturile armelor moderne se pot instala frâne de gură pentru a redirecționa unele gaze propulsive spre spate după ieșirea proiectilului. Acest lucru oferă o forță de contra-recul la țeavă, permițând sistemului de tamponare și suportului pentru arme să fie proiectat mai eficient, chiar și la o greutate mai mică. Armele "recoilless" (fără recul), de asemenea, sunt proiectate în mod ca o mare parte din gazul de înaltă presiune rămas în țeavă, după ieșirea proiectilului, să fie ventilat în spate printr-o duză din partea posterioară a camerei, creând o forță mare de contra-recul, suficientă pentru a elimina nevoia de un mecanism de tamponare.
Aceeași fizică ce afectează reculul în armele montate se aplică și armelor utilizate fără suport. Cu toate acestea, corpul persoanei ce folosește arma își asumă rolul de suport și trebuie, de asemenea, să disipeze impulsul pe o perioadă de timp mai mare decât cea necesară proiectilului să parcurgă țeava, pentru a nu se răni. Mâinile, brațele și umerii au forța și elasticitatea pentru acest scop, până la anumite limite practice. Cu toate acestea, limitele de "recul" percepute variază de la persoană la persoană, în funcție de mărimea corpului, folosirea plăcuțelor de recul, toleranța individuală la durere, greutatea armei de foc și dacă sunt folosite sisteme de tamponare și frâne de gură. Din acest motiv, stabilirea unor standarde de siguranță pentru armele de calibru mic rămâne în continuare dificilă, în pofida faptului că fizica este implicată direct.